# Sebastian Kinder
Sebastian Kinder (* 2. Juni 1974 in Brandenburg an der Havel) ist ein deutscher Wirtschaftsgeograph.

## Leben
Von 1994 bis 1999 studierte er an der TU Berlin den Diplom-Ingenieurstudiengang Stadt- und Regionalplanung (Vertiefungsrichtung Wirtschaftswissenschaften). Von 1994 bis 1999 studierte er an der Humboldt-Universität zu Berlin den Diplomstudiengang Geographie mit dem Nebenfach Soziologie. Nach der Promotion (1998–2001) im Fach Geographie ist er seit 2007 W3-Professor für Wirtschaftsgeographie am Geographischen Institut der Universität Tübingen.
Seine fachspezifische Schwerpunkte und Interessen sind allgemeine theoriegeleitete Wirtschaftsgeographie, organisationale Routinen, evolutionäre Wirtschaftsgeographie, wirtschaftsgeographische Transformationsforschung und Industrial Change, wirtschaftsgeographische Metropolenforschung, unternehmensorientierte Dienstleistungen und Grenzraumforschung.
Seine regionalen Schwerpunkte und Interessen sind Transformationsländer Mittel-, Ost- und Südosteuropas und des Baltikums und Südostasien (v. a. Singapur, Malaysia).